# David Gray (futbolista)
David Peter Gray (Edimburgo, Escocia, Reino Unido; 4 de mayo de 1988) es un exfutbolista y entrenador escocés. Jugaba de lateral o volante por derecha y su último equipo fue el Hibernian Football Club de Escocia. Es segundo entrenador en el Hibernian desde 2021.

## Trayectoria
David Gray comenzó su trayectoria futbolística en el Heart of Midlothian F.C., donde permaneció hasta los dieciséis años, cuando firmó su contrato de entrenamiento con el Manchester United y fue transferido por cerca de setenta mil euros en julio de 2004. El 10 de agosto de 2005, previamente al inicio de temporada, Gray firmó su contrato profesional con el club. Así, en la temporada 2005-06, participó como jugador del equipo sub-18 del club; marcando un gol en diecinueve apariciones titulares, las cuales le hicieron el jugador de mayor presencia. En dicha temporada, también tuvo una participación significativa en el equipo de reserva. Posteriormente, en la primera mitad de la temporada 2006-07, continuó jugando como parte del equipo de reserva. No obstante, en esta ocasión, Gray tuvo la oportunidad de hacer su primera aparición como jugador de la plantilla principal. Su debut, como jugador titular del equipo principal, fue en un partido contra el Crewe Alexandra; llevado a cabo el 25 de octubre de 2006 como parte de la tercera ronda de la Football League Cup.

### Royal Antwerp
A principios de 2007, Gray fue cedido al Royal Antwerp FC por el resto de la temporada. Sin embargo, tuvo que regresar tempranamente al United debido a una lesión de rodilla que sufrió en su primer partido al lado del club belga. El 28 de septiembre de 2007, después de ocho meses de recuperación, Gray marcó su regreso al juego en un partido del equipo de reserva contra el Bolton Wanderers F.C.

### Crewe Alexandra
A finales de noviembre de 2007, Gray se integró al Crewe Alexandra mediante un acuerdo de cesión. Dicho acuerdo contemplaba su estancia en el club durante un mes, como reemplazo del jugador lesionado George Abbey. Su primer y único partido, como jugador del Crewe, fue un día después de su cesión, el 24 de noviembre de 2008; enfrentando al Nottingham Forest F.C., en calidad de titular, y siendo posteriormente substituido por Elliott Bennett. Gray no volvió a hacer una aparición más debido a una lesión de tobillo durante una sesión de entrenamiento, lo cual lo obligó a terminar su cesión prematuramente para recibir tratamiento en el United. A pesar de ello, el Crewe consideró la posibilidad de que su cesión se extendiera después de su recuperación. Sin embargo, Gray permaneció en el United por el resto de la temporada 2007-08, continuando así su participación como jugador del equipo de reserva.

### Manchester United
El 4 de agosto de 2008, volvió a jugar para el equipo principal. En esta ocasión, jugó contra el Peterborough United, en el partido amistoso realizado en honor al exjugador Barry Fry.

## Selección nacional
El 11 de noviembre de 2008, Gray recibió su primer llamado a la Selección sub-21 de Escocia. Su llamado involucró su inclusión en la lista de jugadores que, en días posteriores, se enfrentarían contra la selección norirlandesa. De esta forma, el 18 de noviembre de 2008, hizo su debut en calidad de jugador titular, y fue posteriormente substituido por Christopher Mitchell.
Aunque actualmente juega para la selección sub-21 escocesa, también ha jugado para los equipos sub-17 y sub-19 de dicha selección.

## Clubes

### Como jugador
| Club                       | País       | Año       |
| -------------------------- | ---------- | --------- |
| Manchester United          | Inglaterra | 2006-2010 |
| Royal Antwerp (préstamo)   | Bélgica    | 2007      |
| Crewe Alexandra (préstamo) | Inglaterra | 2007      |
| Plymouth Argyle (préstamo) | Inglaterra | 2009      |
| Preston North End          | Inglaterra | 2010-2012 |
| Stevenage FC               | Inglaterra | 2012-2014 |
| Burton Albion              | Inglaterra | 2014      |
| Hibernian                  | Escocia    | 2014-2021 |

### Como entrenador
| Club                  | País    | Año           |
| --------------------- | ------- | ------------- |
| Hibernian (interino)  | Escocia | 2021          |
| Hibernian (interino)  | Escocia | 2022          |
| Hibernian (asistente) | Escocia | 2021-presente |